# コンボガード
コンボガード（Combo Guard）は、バスケットボールのポジションにおいて、ポイントガードとシューティングガードを兼務する場合を示す用語である。シューティングガードがポイントガードの役割であるゲームメイク、アシストをも担う場合と、ポイントガードが、シューティングガードの役割であるペリメーターからの攻撃をも担う場合がある。

## 概要
コンボガードは、司令塔としてのゲームメイクの能力、パスセンスを活かしたアシスト能力と、アウトサイドからの得点能力を兼ね備える必要がある。また、ディフェンスにおいては、相手ポイントガードをディフェンスするスピード、敏捷さと、相手シューティングガードをディフェンスするサイズ、フィジカルも同時に要求される。
従来のバスケットボールにおいては、ポイントガードはゲームメイクとアシストのみを要求され、自ら点を取りに行くガードはチームプレーが出来ないと評価される傾向にあった。しかし、90年代、NBAのオフェンス重視の風潮とともに、シューティングガードが花形ポジションとなってくると、バックコートの選手に求められる役割も多様化し、アレン・アイバーソン、アンファニー・ハーダウェイらを筆頭に、ポジションをスイッチしながらプレーする選手が目立ち始めた。2005年シーズンのドウェイン・ウェイドの成功以降、ゲームメイカーとスコアラーの役割を兼ね備えたコンボガードというポジションが重要視されている。

## 代表的プレーヤー
- NBA - アレン・アイバーソン、ドウェイン・ウェイド、マヌ・ジノビリ、コービー・ブライアント、ジェームズ・ハーデン
- ユーロリーグ - ヴァシレイオス・スパヌリス、セルヒオ・リュル